# Dezember-Konferenz 1890
Die preußische Dezember-Konferenz (auch Schulkonferenz) war ein pädagogischer Fachkongress vom 4. bis 17. Dezember 1890 in Berlin zur Erörterung der Zukunft des Gymnasiums.

## Bedeutung
Der hochkonservative preußische Kultusminister Gustav Konrad Heinrich von Goßler hatte die Dezember-Konferenz wider Willen einberufen, um die Reform des Gymnasiums und Abiturs zu erörtern. Treibende Kraft war der junge Kaiser Wilhelm II., der als König von Preußen die oberste Entscheidungsinstanz für Schulfragen in seinem Teilstaat war. Auf der Konferenz wurden die Gegensätze zwischen humanistischer und realistischer Bildung lebhaft ausgetragen. Die Konferenz fand eine Fortsetzung in der Juni-Konferenz 1900.
Den Kaiser trieben kurz nach dem Rücktritt Bismarcks politische Ziele an: Er wollte die Sozialdemokratie auf dem „Hauptkampfplatz“ in der Schule bekämpfen. Ein Mittel sei der Geschichtsunterricht, in dem die Schrecken der Französischen Revolution und die Kämpfe der Befreiungskriege stärker zu behandeln seien als die griechisch-römische Geschichte. Die altsprachlichen Gymnasien, von denen es bereits genug gebe, böten nur ein überholtes Angebot mit zu viel Wissensballast, seine eigene Schulzeit in einem Kasseler Gymnasium habe ihm dies gezeigt. Diese Ansichten trug er in der Eröffnungsrede der Konferenz vor und erregte den lauten Protest der Humanisten.
Ergebnis war eine Reform des humanistischen Gymnasiums in Preußen: Die Stundenzahl für Latein verminderte sich um 15 Prozent von 77 auf 66 Stunden, es war kein lateinischer Aufsatz mehr zu schreiben. Mehr Unterrichtsstunden erhielt dafür vor allem das Fach Deutsch. Die humanistischen Vertreter ließen sich darauf ein, weil das Abiturprivileg des humanistischen Gymnasiums für die klassischen Studienfächer erhalten blieb.
Das Realgymnasium sollte nach Wilhelm II. als „Halbheit“ zwischen klassischer und Realbildung abgeschafft werden, was am Ende aber nicht gelang; stattdessen berechtigte die lateinlose Oberrealschule nicht nur zum Zugang zur Technischen Hochschule, sondern auch zum Studium der Mathematik und Naturwissenschaften. 1892 wurde außerdem die höhere Beamtenlaufbahn für Oberrealschüler geöffnet.
Die städtischen Kommunen gründeten auf Druck des aufstrebenden Bürgertums zahlreiche Oberrealschulen und seit 1893 auch Mädchengymnasien.
Mit Bezug auf die Konferenz entwickelten Reformpädagogen neue Schulmodelle: Berthold Otto entwarf die Zukunftsschule und entwickelte eine Hauslehrerschule mit Hilfe der preußischen Schulverwaltung. Hermann Lietz gründete ab 1898 Landerziehungsheime.

## Zitate
Kultusminister von Goßler am 6. März 1889 vor dem Preußischen Abgeordnetenhaus:

„Wir müssen uns darüber klar werden, daß die Entwicklung unseres Volkes, unserer Gebildeten nicht nach der rein akademischen Bildung zu befördern ist, sondern wir müssen uns immer gegenwärtig halten: Wie viel braucht ungefähr das preußische Volk für das akademische Studium, für die Füllung derjenigen Klassen, die … man zu den sogenannten herrschenden Klassen rechnet?“

Kaiser Wilhelm II. auf der Konferenz 1890:

„Wer selber auf dem Gymnasium gewesen ist und hinter die Kulissen gesehen hat, der weiß, wo es da fehlt. Und da fehlt es vor allem an der nationalen Basis. Wir müssen als Grundlage für das Gymnasium das Deutsche nehmen; ‚wir sollen nationale junge Deutsche erziehen und nicht junge Griechen und Römer‘… Wir müssen das Deutsche zur Basis machen. Der deutsche Aufsatz muß der Mittelpunkt sein, um den sich alles dreht… Deswegen sage ich, weg mit dem lateinischen Aufsatz, er stört uns, und wir verlieren unsere Zeit für das Deutsche darüber.“

Im Hinblick auf den weiteren Verlauf der deutschen Geschichte sehr zu denken gibt das Urteil des Altphilologen Ulrich von Wilamowitz-Möllendorff über die Ergebnisse der Konferenz (1892): Sie bedeuteten die „Abschaffung des Griechischen und Beschränkung des Lateinischen auf einen elementaren Sprachkurs“. Das deutsche Volk habe einen „Bruch mit der Geschichte und der Kultur endgültig vollzogen“.